# 丁一三
丁一三（1931年—1996年9月26日），原名薄殿辅，笔名黑雁男、丁力，男，河北宁河人，中国剧作家，中国戏剧家协会理事，曾任中国人民解放军空军政治工作部文工团创作室主任。